# A Cidade das Mulheres
Pour plus de détails, voir Fiche technique et Distribution.
A Cidade das Mulheres  est un film documentaire brésilien réalisé par Lazaro Faria, sorti en 2005.

## Synopsis
Ce documentaire raconte l'histoire du candomblé, la religion qui vénère les Orixás, à Bahia, à travers le témoignage de Mãe Estela (en) et de sa biographie, et centre le débat sur les thèmes du matriarcat, de la force des femmes et du syncrétisme au Brésil.

## Fiche technique
- Réalisation : Lazaro Faria
- Production : X Filmes, Casa de Cinema da Bahia
- Scénario : Cléo Martins
- Image : Lázaro Faria, Maoma Faria
- Son : Studiobase
- Musique : Cléo Martins, Edil Pacheco
- Montage : Isabella Lago

## Récompenses
- XXXII Jornada Internacional de Cinema de Bahía, 2005